# Sean Dillingham
Sean Jeffrey Dillingham (* 1968 oder 1969) ist ein US-amerikanischer Theater- und Filmschauspieler.

## Leben
Dillingham wurde in Europa geboren, verbrachte allerdings die ersten Jahre seiner Kindheit im US-Bundesstaat Arizona. Aufgrund der Militärkarriere seines Vaters zog er oft um. Dillingham wusste bereits in seiner Kindheit, dass er Schauspieler werden wollte. Er spielte in Schul- und Gemeinschaftsspielen, arbeitete in Theaterprojekten seiner Schule und machte dann den Schritt in das semiprofessionelle Theater. Er ist Vater von vier Kindern und ist mit seiner Familie in Phoenix, Arizona wohnhaft.
1990 wirkt er erstmals in einer Episode der Fernsehserie America's Funniest People mit. Es folgten über die Jahre weitere Besetzungen in Kurzfilmen und Spielfilmen. Auch war er immer in Fernsehserien zu sehen. So spielte er jeweils in einer Episode der Fernsehserien The Night Shift, Brooklyn Nine-Nine (beide 2016), Yellowstone (2019) oder Better Call Saul (2020). 2019 spielte er in insgesamt vier Episoden der Fernsehserie Trump by Grace die Rolle des Joe Bob.

## Filmografie
- 1990: America's Funniest People (Fernsehserie)
- 1992: Sunstroke (Fernsehfilm)
- 1998: The Catcher – Drei Strikes bis zum Tod (The Catcher)
- 1998: News Traveler
- 1999: How to Become Famous
- 2004: Dr. Phil (Fernsehserie, Episode 2x113)
- 2006: Soupline (Kurzfilm)
- 2012: On the Road – Unterwegs (On the Road)
- 2013: FOX 10: Arizona Morning Show (Fernsehserie)
- 2014: Operation Repo (Fernsehserie, Episode 11x18)
- 2015: The Gospel According to Bart
- 2015: Sonoran Living Live (Fernsehserie)
- 2015: Legends & Lies (Fernsehserie, Episode 1x07)
- 2015: Women in Prison (Fernsehserie, Episode 1x02)
- 2015: I Pranked My Parents (Fernsehserie, 7 Episoden, verschiedene Rollen)
- 2015: A Haunting on Butterscotch Lane (Kurzfilm)
- 2015: Justice Served
- 2016: Before All Others
- 2016: Ilyushin (Kurzfilm)
- 2016: Creation's Daughter (Kurzfilm)
- 2016: The Night Shift (Fernsehserie, Episode 3x07)
- 2016: Atomic Shark
- 2016: Longmire (Fernsehserie, Episode 5x08)
- 2016: The Encounter (Fernsehserie, Episode 1x02)
- 2016: Strange Places
- 2016: Krampus Unleashed
- 2016: Brooklyn Nine-Nine (Fernsehserie, Episode 4x09)
- 2016: No Future (Kurzfilm)
- 2017: Finding Jordan (Kurzfilm)
- 2017: This Is Us – Das ist Leben (This Is Us) (Fernsehserie, Episode 1x18)
- 2017: Ambush at Peck Canyon
- 2017: Happy Home (Kurzfilm)
- 2017: Rift (Kurzfilm)
- 2017: Deadly Dentists (Fernsehserie, Episode 1x03)
- 2017: Kudzu Kids
- 2017: There's... Johnny! (Fernsehserie, Episode 1x07)
- 2017: Coach Dan (Mini-Fernsehserie)
- 2017–2018: Run Coyote Run (Fernsehserie, 2 Episoden, verschiedene Rollen)
- 2018: The October Flowers
- 2018: Speak Softly (Kurzfilm)
- 2018: The System
- 2018: The Secret Lives of Teachers (Kurzfilm)
- 2018: Buried in the Backyard (Fernsehserie, Episode 1x10)
- 2019: American Dreams
- 2019: Beneath Us
- 2019: Corner (Kurzfilm)
- 2019: Yellowstone (Fernsehserie, Episode 2x01)
- 2019: Something Evil Becomes Us (Kurzfilm)
- 2019: John Light
- 2019: The Bus Station (Kurzfilm)
- 2019: Der Biss der Klapperschlange (Rattlesnake)
- 2019: Trump by Grace (Fernsehserie, 4 Episoden)
- 2019: Bliss Maybe (Fernsehserie, Episode 1x01)
- 2019: Frantic (Kurzfilm)
- 2020: Collector's Item (Kurzfilm)
- 2020: Bosses (Kurzfilm)
- 2020: Better Call Saul (Fernsehserie, Episode 5x02)
- 2022: Falling for Christmas